# Night in the Woods
Night in the Woods (zkráceně NITW ) je adventura pro jednoho hráče. Byla vyvinuta společností Infinite Fall, studiem založeným herním designérem Alecem Holowkou a animátorem/umělcem Scottem Bensonem a publikována společnosí Finji .
Jedná se o průzkumnou hru zaměřenou na příběh, ve které hráči ovládají mladou ženu jménem Mae, která nedávno opustila vysokou školu a vrátila se do svého rodného města, kde objevila neočekávané změny. Hra byla financována prostřednictvím crowdfundingové platformy Kickstarter, kde nakonec vydělala více než 400 % svého finančního cíle 50 000 dolarů.
Hra byla vydána pro systémy Microsoft Windows, MacOS, Linux a PlayStation 4 21. února 2017. Verze pro Xbox One byla vydána 13. prosince 2017, zatímco verze pro Nintendo Switch byla vydána 1. února 2018.
Rozšířená verze hry s názvem Weird Autumn edition byla vydána pro PC, macOS, Linux, PlayStation 4 a Xbox One 13. prosince 2017 a pro Nintendo Switch 1. února 2018. Představuje nový obsah, který v původní hře nebyl. Night in the Woods získala značnou chválu od kritiků, převážně za svůj soundtrack, příběh, dialog a postavy.

## Přehled
Mae se vrátila domů do Possum Springs - malého města v němž žijí zoomorfní lidé. Nyní žije v podkroví domu svých rodičů a zjišťuje, jak moc se její rodná obec změnila od dob uzavření uhelných dolů, přičemž odhalí spiknutí, které ji zavede do nedalekého lesa. Je nucena čelit strašlivému tajemství, které město skrývalo po celá desetiletí zahrnujíc nejen městský důl, ale související také s nedávným zmizením jejího dlouholetého přítele Caseyho. Jejími přáteli jsou Bea, cigarety kouřící krokodýl, hyperaktivní liška a její přítel z dětství Gregg a jeho partner, medvěd Angus. Magazín Paste uvádí jako témata, se kterými se hra zabývá: „duševní nemoci, deprese a pomalá smrt malého amerického města“.